# Estação Bangu
Bangu é uma estação de trem do Ramal de Santa Cruz, na Zona Oeste do Rio de Janeiro.

## História

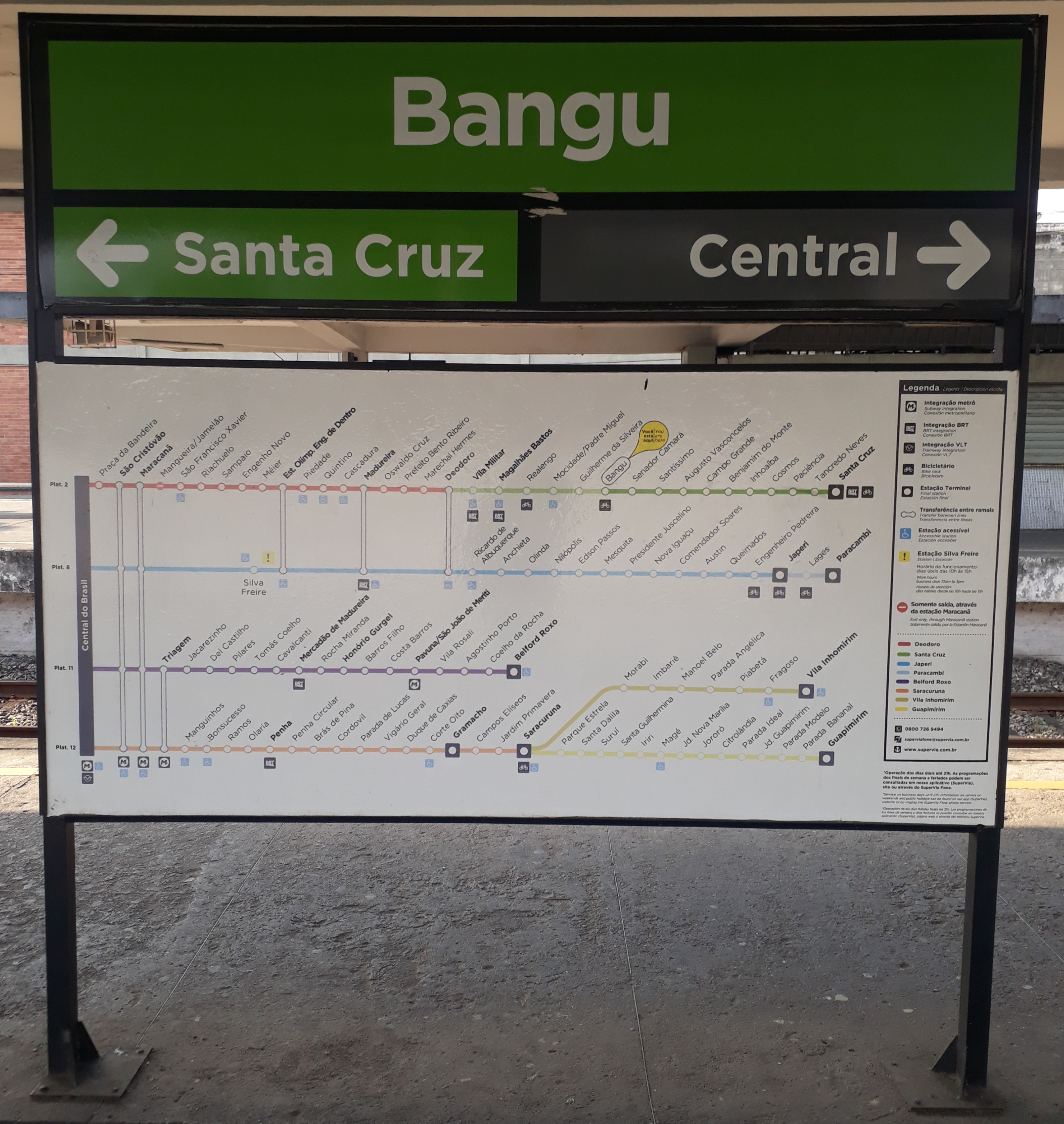
Placa Bangu

Foi aberta em 1890 como um prédio de tábuas, que ainda existia em 1928. Somente em 1938 foi construída a estação atual, em alvenaria, que hoje serve aos trens metropolitanos da Supervia.

Ainda hoje, ao cruzarmos o famoso "Buraco do Faim" podemos ver a pedra fundamental da estação datada de 1881.

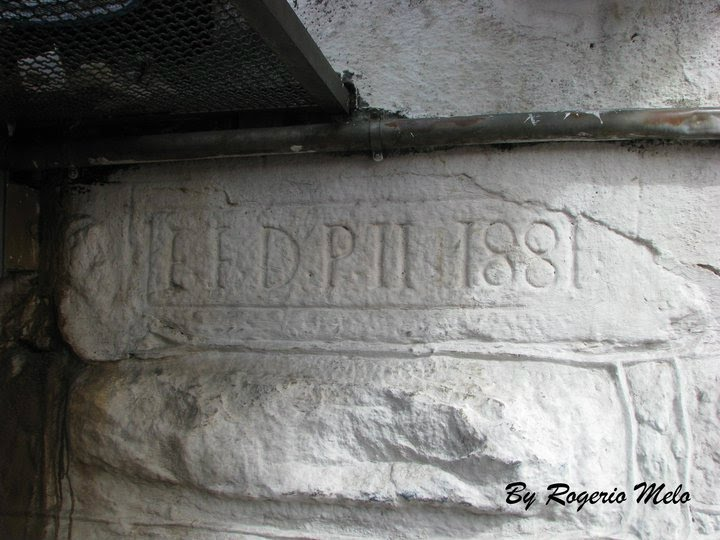
Pedra fundamental que ainda pode ser vista ao atravessarmos a passagem sob a linha do trem no local conhecido como "buraco do Faim"

## Plataformas
Plataforma 1A: Sentidos Santa Cruz e Campo Grande 

Plataforma 2A: Sentidos Santa Cruz e Campo Grande 

Plataforma 2B: Terminal da linha especial Bangu-Central do Brasil 

Plataforma 3C: Sentido Central do Brasil 

## Fonte
- Max Vasconcellos: Vias Brasileiras de Comunicação, 1928;